# Ranubedali
Ranubedali is een bestuurslaag in het regentschap Lumajang van de provincie Oost-Java, Indonesië. Ranubedali telt 6169 inwoners (volkstelling 2010).